# Mazères-de-Neste
 Mazères-de-Neste  es una población y comuna francesa, situada en la región de Mediodía-Pirineos, departamento de Altos Pirineos, en el distrito de Bagnères-de-Bigorre y cantón de Saint-Laurent-de-Neste.

## Demografía
| 337 | 393 | 381 | 322 | 311 | 291 | 288 |
| Para los censos de 1962 a 1999 la población legal corresponde a la población sin duplicidades (Fuente: INSEE [Consultar]) |     |     |     |     |     |     |